# Barong

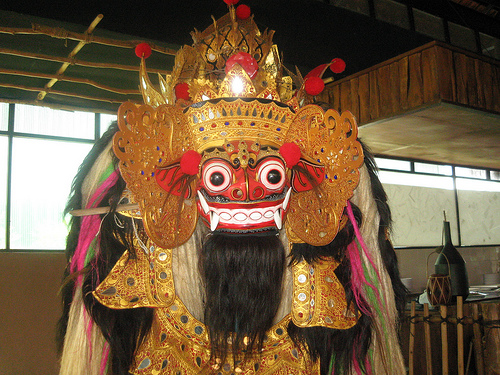
Barong

Barong je mytologická postava v hinduistickém náboženství na Bali, ostrově bohů, v Indonésii. Je to král duchů, vůdce vojska dobra, nepřítel Rangdy v mytologických příbězích a také duch ochránce, který doprovází člověka po celý jeho život. Duch, který oduševňuje Baronga, se jmenuje Banas Pati Rajah, což se dá také vyložit jako „čtvrtý bratr“.
Na Bali má každý region svou vlastní formu Baronga, ochranného ducha, pro své lesy a pozemky, a ten je v každém formován po jiném zvířeti – kanec, tygr, drak, had nebo tradiční lev. Lev je nejpopulárnější a pochází z regionu Gianyar, kde se nachází mimo jiné i Ubud, místo nejčastějších představení tance Barong pro turisty. Během Calonarongu, tanečního dramatu, ve kterém Barong vystupuje, maří snahy Rangdy o ovládnutí světa použitím magie a jejím zabitím obnovuje rovnováhu mezi dobrými a zlými silami.